# Toyota TF107
A Toyota TF107 egy Formula–1-es versenyautó, amelyet a Toyota F1 tervezett és versenyeztetett a 2007-es Formula–1 világbajnokság során. Pilótái Ralf Schumacher és Jarno Trulli voltak.

## Áttekintés
Az autó aerodinamikai szempontból átalakításra került elődjéhez képest. A motor előrébb került 10 cm-rel, aminek következtében a kasztni is rövidebb lehetett. Ezzel együtt átformálták a monocoque-ot is, tehát a kisebb méret nem ment az üzemanyagtank rovására. Miután a felfüggesztést is átdolgozták, az úgynevezett "zero keel" kialakítást kapott, tiszta levegő áramolhatott az orrkúp alatt. Maga a monocoque 3 cm-rel magasabbra került, ami jellegzetes, meghajlított felfüggesztésrudazatot eredményezett. A motor az előző évin alapult, bizonyos változtatásokkal. Mivel ettől az évtől kezdve a Williams csapat is a Toyota motorjait használta, ezért megállapodás jött létre a két csapat közt, és a Toyota megkapta a Williams váltóit.
Mindennek ellenére az autó nem volt egy sikeres konstrukció. Egész évben mindössze 13 pontot gyűjtöttek és a legjobb eredményük két hatodik helyezés volt. Ezzel még a Williams csapatnál is sikertelenebbek voltak. Mivel Schumacher eredményei voltak a rosszabbak, tőle az év végén meg is váltak.

## Teljes Formula–1-es eredmény
(Táblázat értelmezése)

(Félkövér: pole-pozícióból indult; dőlt: leggyorsabb kört futott) 

| Év   | Csapat | Motor         | Gumik | Pilóták         | 1   | 2   | 3   | 4   | 5   | 6   | 7   | 8   | 9   | 10  | 11  | 12  | 13  | 14  | 15  | 16  | 17  | Pontok | Helyezés |
| ---- | ------ | ------------- | ----- | --------------- | --- | --- | --- | --- | --- | --- | --- | --- | --- | --- | --- | --- | --- | --- | --- | --- | --- | ------ | -------- |
| 2007 | Toyota | Toyota RVX-07 | B     |                 | AUS | MAL | BHR | ESP | MON | CAN | USA | FRA | GBR | EUR | HUN | TUR | ITA | BEL | JPN | CHN | BRA | 13     | 6.       |
| 2007 | Toyota | Toyota RVX-07 | B     | Ralf Schumacher | 8   | 15  | 12  | KI  | 16  | 8   | KI  | 10  | KI  | KI  | 6   | 12  | 15  | 10  | KI  | KI  | 11  | 13     | 6.       |
| 2007 | Toyota | Toyota RVX-07 | B     | Jarno Trulli    | 9   | 7   | 7   | KI  | 15  | KI  | 6   | KI  | KI  | 13  | 10  | 16  | 11  | 11  | 13  | 13  | 8   | 13     | 6.       |

## Forráshivatkozások
1. ↑  Toyota TF107 - F1Technical.net. web.archive.org, 2007. augusztus 19. [2007. augusztus 19-i dátummal az eredetiből archiválva]. (Hozzáférés: 2024. augusztus 13.)